# Andrei Codrescu

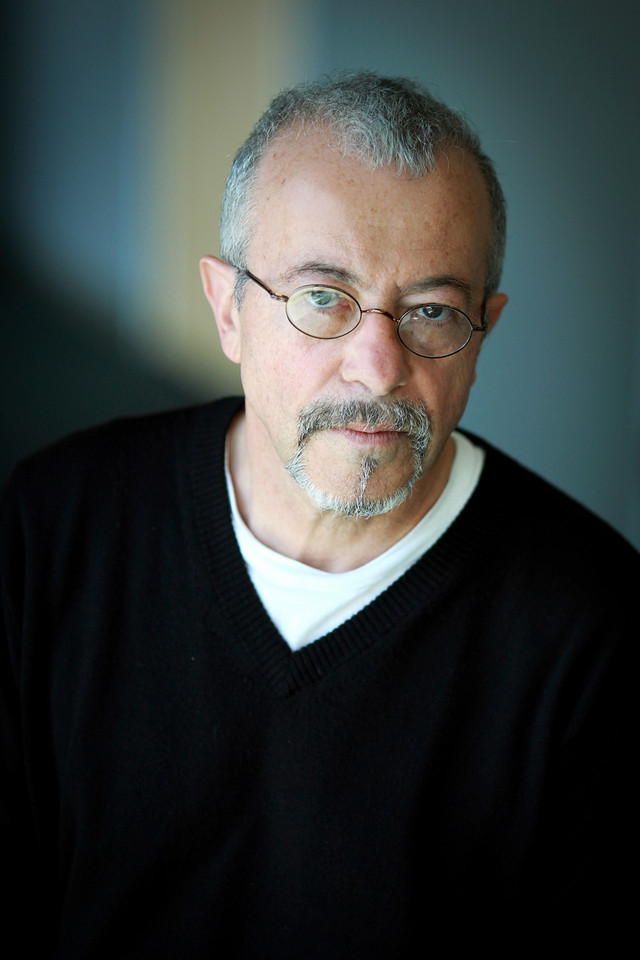
Andrei Codrescu 2009.

Andrei Codrescu, född 20 december 1946 i Sibiu i Rumänien, är en rumänsk-amerikansk författare.
Andrei Codrescu emigrerade till USA 1966 och är en prisbelönt författare som utgivit omkring 40 böcker. På svenska utkom 2012 Tzara och Lenin spelar schack. En postmänsklig guide till dadaismen som är ett kulturhistoriskt verk om dadaismen.
Han är även verksam som professor i engelska vid Louisiana State University.